# 贡特斯布卢姆
贡特斯布卢姆是德国莱茵兰-普法尔茨州的一个市镇。总面积16.71平方公里，总人口3696人，其中男性1805人，女性1891人（2011年12月31日），人口密度221人/平方公里。